# Bassigney
Bassigney est une commune française située dans le département de la Haute-Saône, la région culturelle et historique de Franche-Comté et la région administrative Bourgogne-Franche-Comté.

## Géographie
Bassigney est un village situé au sud de Vauvillers.
Isolé des grandes voies de communication, il a de ce fait un caractère rustique.
À 240 mètres d'altitude, il domine la rivière Lanterne.
Au nord, se situe une forêt communale qui sépare Bassigney et Dampierre-lès-Conflans.

### Communes limitrophes
|                          | Dampierre-lès-Conflans |                       |
| Bourguignon-lès-Conflans | Bassigney              |                       |
|                          |                        | Conflans-sur-Lanterne |

### Climat
Pour des articles plus généraux, voir Climat de la Bourgogne-Franche-Comté et Climat de la Haute-Saône.
En 2010, le climat de la commune est de type climat des marges montargnardes, selon une étude du Centre national de la recherche scientifique s'appuyant sur une série de données couvrant la période 1971-2000. En 2020, Météo-France publie une typologie des climats de la France métropolitaine dans laquelle la commune est exposée à un climat semi-continental et est dans la région climatique  Lorraine, plateau de Langres, Morvan, caractérisée par un hiver rude (1,5 °C), des vents modérés et des brouillards fréquents en automne et hiver. 
Pour la période 1971-2000, la température annuelle moyenne est de 10,1 °C, avec une amplitude thermique annuelle de 17,4 °C. Le cumul annuel moyen de précipitations est de 980 mm, avec 13 jours de précipitations en janvier et 9,9 jours en juillet. Pour la période 1991-2020, la température moyenne annuelle observée sur la station météorologique de Météo-France la plus proche, « Venisey », sur la commune de Venisey à 14 km à vol d'oiseau, est de 11,0 °C et le cumul annuel moyen de précipitations est de 850,7 mm. 
La température maximale relevée sur cette station est de 39,7 °C, atteinte le 25 juillet 2019 ; la température minimale est de −17,4 °C, atteinte le 30 décembre 2005,,. 
Les paramètres climatiques de la commune ont été estimés pour le milieu du siècle (2041-2070) selon différents scénarios d'émission de gaz à effet de serre à partir des nouvelles projections climatiques de référence DRIAS-2020. Ils sont consultables sur un site dédié publié par Météo-France en novembre 2022.

## Urbanisme

### Typologie
Au 1er janvier 2024, Bassigney est catégorisée commune rurale à habitat dispersé, selon la nouvelle grille communale de densité à sept niveaux définie par l'Insee en 2022.
Elle est située hors unité urbaine. Par ailleurs la commune fait partie de l'aire d'attraction de Saint-Loup-sur-Semouse, dont elle est une commune de la couronne,. Cette aire, qui regroupe 10 communes, est catégorisée dans les aires de moins de 50 000 habitants,.

### Occupation des sols
L'occupation des sols de la commune, telle qu'elle ressort de la base de données européenne d’occupation biophysique des sols Corine Land Cover (CLC), est marquée par l'importance des territoires agricoles (58,8 % en 2018), une proportion identique à celle de 1990 (58,8 %). La répartition détaillée en 2018 est la suivante : 
forêts (37 %), terres arables (23,4 %), prairies (23,1 %), zones agricoles hétérogènes (12,3 %), milieux à végétation arbustive et/ou herbacée (4,2 %). L'évolution de l’occupation des sols de la commune et de ses infrastructures peut être observée sur les différentes représentations cartographiques du territoire : la carte de Cassini (XVIIIe siècle), la carte d'état-major (1820-1866) et les cartes ou photos aériennes de l'IGN pour la période actuelle (1950 à aujourd'hui).

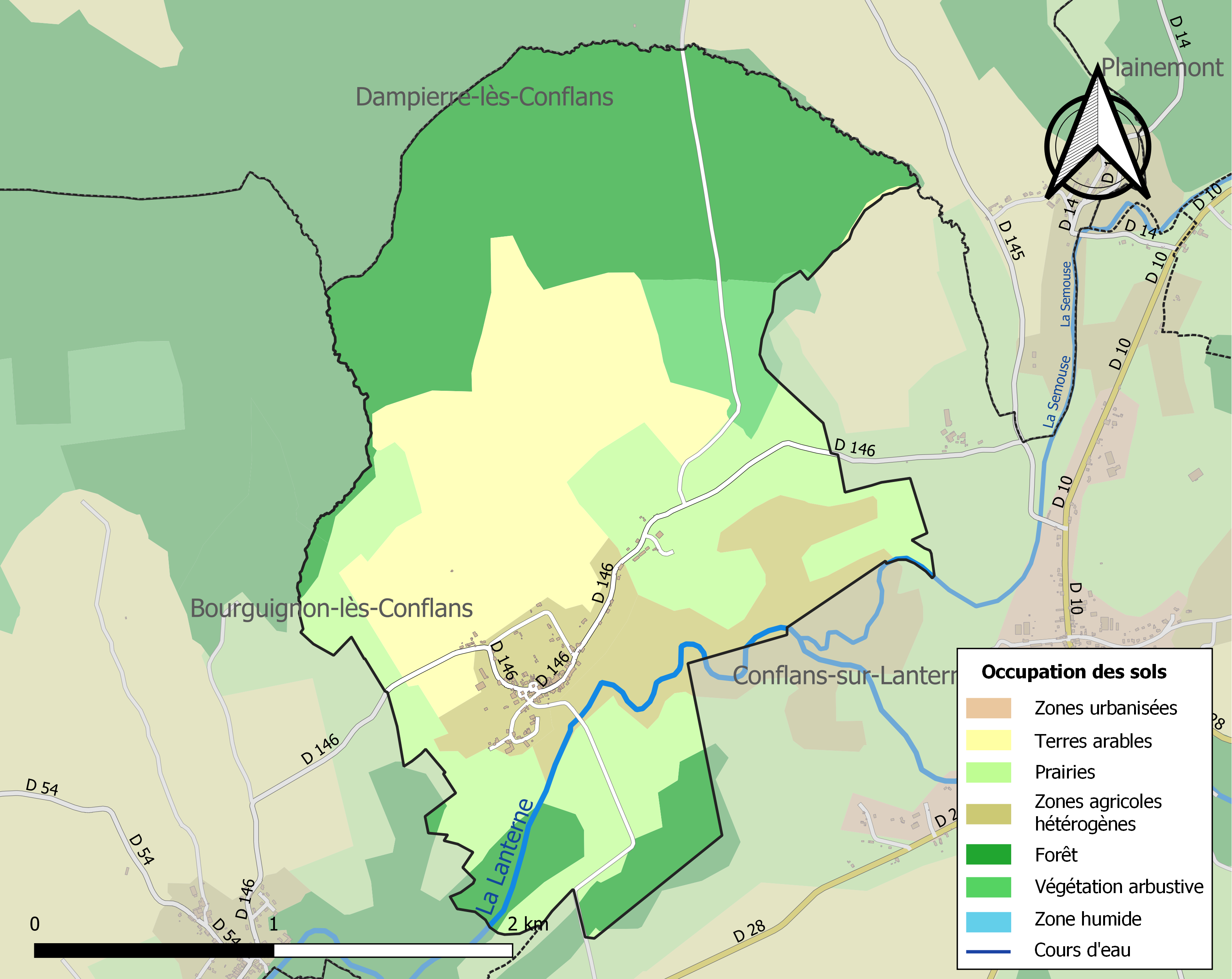
Carte des infrastructures et de l'occupation des sols de la commune en 2018 (CLC).

## Histoire
Le village daterait probablement du Xe siècle. 

Nous ne connaissons rien sur l'histoire de Bassigney au Moyen Âge, mais les sources nous en disent plus sur la vie des villageois à partir du XVIIe siècle. Pour commencer, le village comptait en 1634 trois-cent-deux habitants, soit 31 ménages. Les activités étaient essentiellement agricoles. En effet, les paysans cultivaient des céréales (tels que le seigle, le sarrasin ou l'avoine).
Un grand moulin servait à moudre le grain et à stocker les récoltes à la belle saison. Ce vieux moulin devint quelque temps après une saboterie mécanique. De plus, chaque habitant possédait au moins une vigne. Autres cultures : tabac et pommes de terre. Les habitants étaient également laboureurs, vignerons, bûcherons, tisserands, menuisiers, charbonniers, etc. Les documents anciens mentionnent deux sages-femmes. Au XIXe siècle, le rôle des curés était important, car ils étaient chargés de s'occuper de l'état civil. D'autre part, un recteur d'école était nommé et payé par la commune. Il était craint et respecté. 

En 1981, Louis Huguet, alors maire du village à l'époque, participa à une émission radio connu sous le nom de "le tour de l'été". Durant cette émission, il raconta toute l'histoire de Bassigney et de ses habitants.
Source : émission radio "le tour de l'été" tournée à Bassigney, 1981.

## Politique et administration

Carte départementale montrant en rouge les communes de la communauté de communes de la Haute Comté.

### Rattachements administratifs et électoraux
La commune fait partie de l'arrondissement de Vesoul du département de Haute-Saône, en région Bourgogne-Franche-Comté. Pour l'élection des députés, elle dépend de la deuxième circonscription de la Haute-Saône.
Elle faisait partie depuis 1801 du canton de Vauvillers. Dans le cadre du redécoupage cantonal de 2014 en France, la commune est désormais rattachée au canton de Port-sur-Saône.

### Intercommunalité
La commune fait partie  de la communauté de communes de la Haute Comté, créée le 1er janvier 2014 et qui succède à trois petites intercommunalités.

### Liste des maires

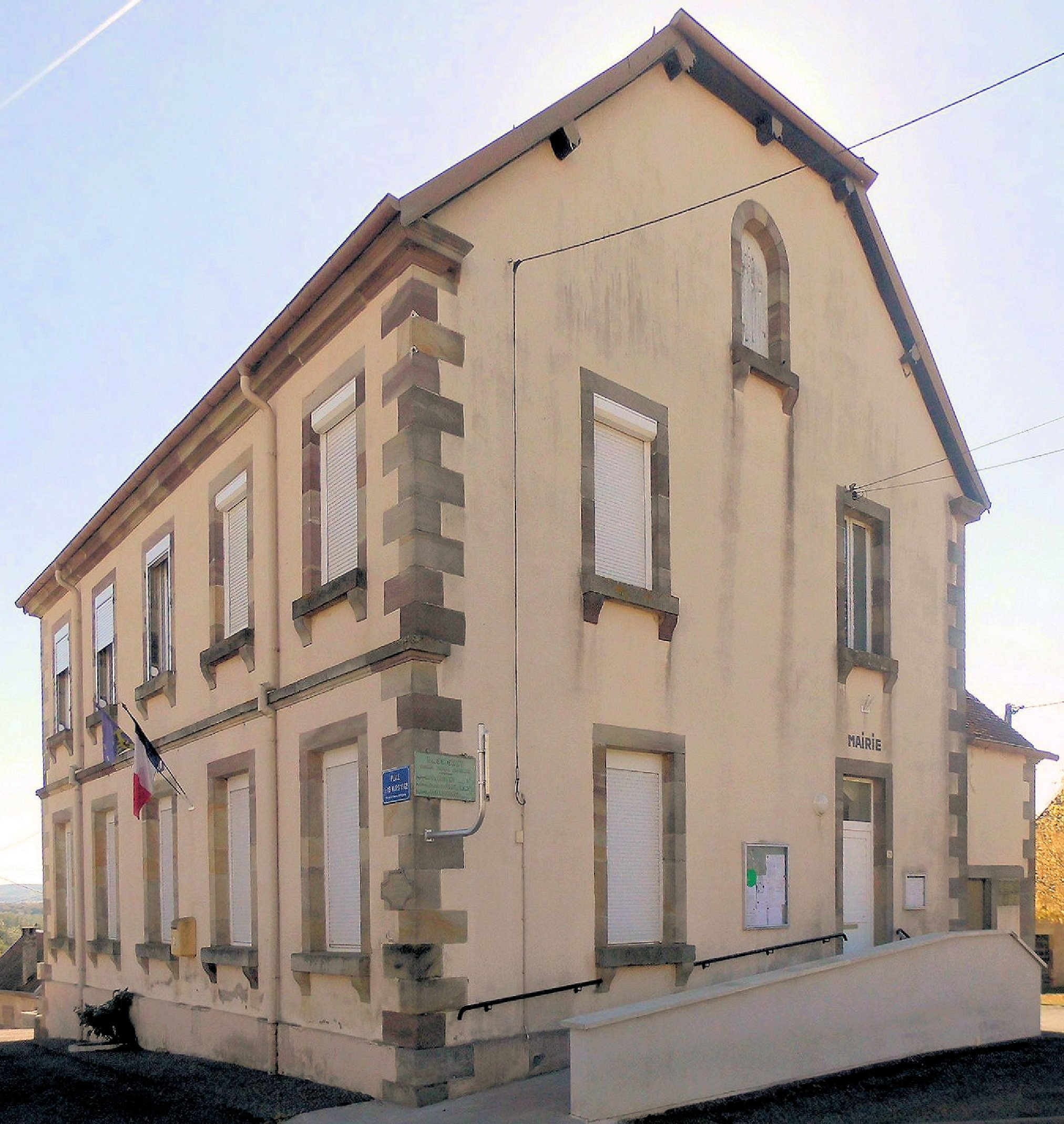
La mairie-école.

| Période                                  | Période                 | Identité                  | Étiquette | Qualité                                         |
| ---------------------------------------- | ----------------------- | ------------------------- | --------- | ----------------------------------------------- |
| Les données manquantes sont à compléter. |                         |                           |           |                                                 |
| 1948                                     | 1989                    | Louis Huguet              |           |                                                 |
| Les données manquantes sont à compléter. |                         |                           |           |                                                 |
| juin 1995                                | En cours (au Mars 2020) | Martine Salagnac-Dugravot | DVD       | Sans profession Réélue pour le mandat 2014-2020 |

## Démographie
L'évolution du nombre d'habitants est connue à travers les recensements de la population effectués dans la commune depuis 1793. Pour les communes de moins de 10 000 habitants, une enquête de recensement portant sur toute la population est réalisée tous les cinq ans, les populations de référence des années intermédiaires étant quant à elles estimées par interpolation ou extrapolation. Pour la commune, le premier recensement exhaustif entrant dans le cadre du nouveau dispositif a été réalisé en 2008.

En 2022, la commune comptait 121 habitants, en évolution de −8,33 % par rapport à 2016 (Haute-Saône : −1,4 %, France hors Mayotte : +2,11 %).
| 1793 | 1800 | 1806 | 1821 | 1831 | 1836 | 1841 | 1846 | 1851 |
| ---- | ---- | ---- | ---- | ---- | ---- | ---- | ---- | ---- |
| 305  | 312  | 314  | 309  | 336  | 342  | 363  | 401  | 375  |

| 1856 | 1861 | 1866 | 1872 | 1876 | 1881 | 1886 | 1891 | 1896 |
| ---- | ---- | ---- | ---- | ---- | ---- | ---- | ---- | ---- |
| 350  | 350  | 333  | 309  | 296  | 285  | 278  | 267  | 242  |

| 1901 | 1906 | 1911 | 1921 | 1926 | 1931 | 1936 | 1946 | 1954 |
| ---- | ---- | ---- | ---- | ---- | ---- | ---- | ---- | ---- |
| 247  | 256  | 257  | 217  | 207  | 198  | 205  | 174  | 176  |

| 1962 | 1968 | 1975 | 1982 | 1990 | 1999 | 2006 | 2008 | 2013 |
| ---- | ---- | ---- | ---- | ---- | ---- | ---- | ---- | ---- |
| 158  | 158  | 135  | 128  | 120  | 116  | 120  | 121  | 134  |

| 2018 | 2022 | - | - | - | - | - | - | - |
| ---- | ---- | - | - | - | - | - | - | - |
| 122  | 121  | - | - | - | - | - | - | - |

## Culture locale et patrimoine

### Personnalités liées à la commune
- Jean Vinciguerra, artiste peintre (1913-2000).
- Louis Huguet, ancien maire de Bassigney (1921-2000).